# Cabot (Schiff, 1943)
Die USS Cabot (CVL-28) war ein US-amerikanischer leichter Flugzeugträger. Es war das siebte Schiff der Independence-Klasse, das durch Umbauten von vorhandenen Kreuzerrümpfen der Cleveland-Klasse entstand. Das Schiff versah seinen Dienst auf dem pazifischen Kriegsschauplatz des Zweiten Weltkrieges von 1944 bis 1945. Von 1948 bis 1955 diente es als Trainings-Flugzeugträger der United States Navy. Danach war es Teil der Reserveflotte. Von 1967 bis 1989 wurde es von der spanischen Kriegsmarine Armada Española als Dédalo (R01) eingesetzt. Bis 1976 nutzte die spanische Marine das Schiff nur als Hubschrauberträger. Ab 1976 waren auch AV-8S Matadors auf dem Schiff stationiert. Nach Abgabe an den US-Verein Cabot-Dedalo Museum Foundation gab es von 1990 bis 2001 Versuche, das Schiff in den USA als Museumsschiff zu erhalten. 2002 wurde das Schiff dann verschrottet.

## Technik

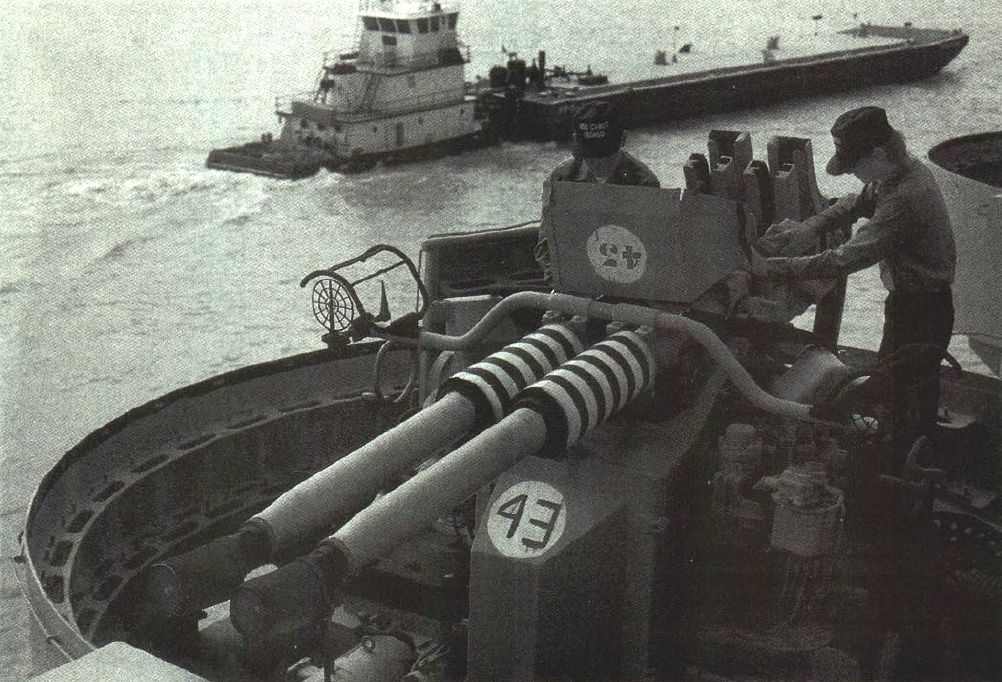
40 mm Bofors-Flugabwehrkanonen

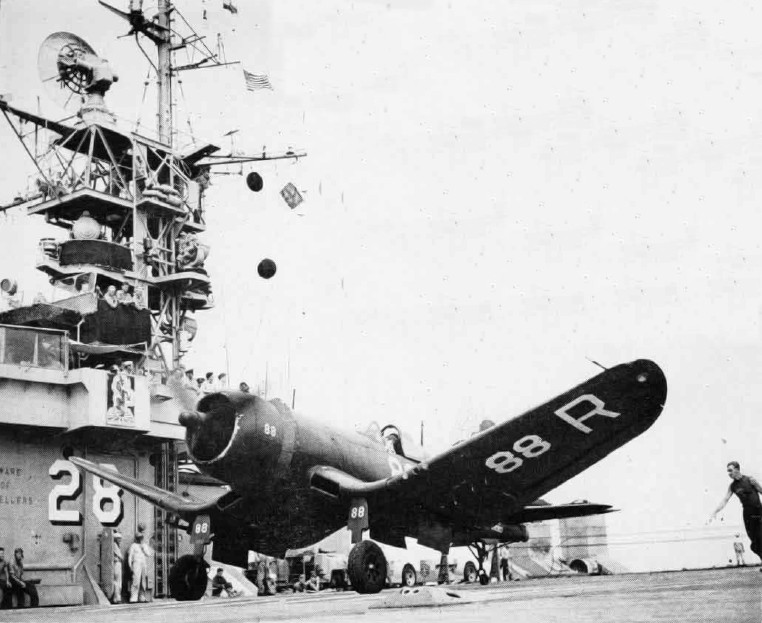
Chance Vought F4U beim Start vom Flugdeck 1949

Mehr zur Technik findet sich im Artikel zur Klasse unter Independence-Klasse
Die USS Cabot war circa 190 Meter lang und über 33 Meter breit und hatte mit einer Einsatzverdrängung von 13.000 ts einen Tiefgang von knapp acht Meter. Ihr Schiffsrumpf basierte auf dem der Cleveland-Klasse-Kreuzer und musste aufgrund der massiveren Aufbauten verbreitert werden, wodurch man hoffte, die Topplastigkeit erheblich zu vermindern. Trotz aller konstruktiven Maßnahmen konnte diese nie völlig kompensiert werden.
Obwohl sie als Independence-Klasse-Träger nur ein wenig größer als die Geleitflugzeugträger war, unterschied sie sich hauptsächlich durch ihren starken Antrieb von diesen, wodurch ihr Einsatzspektrum dem der großen Flottenflugzeugträger glich. Die von den Kreuzern übernommene 100.000 hp (75 MW) starke Maschinenanlage trieb vier Propeller an und brachte das Schiff auf eine Höchstgeschwindigkeit von 31,6 Knoten.
Das zur damaligen Zeit übliche rechteckförmige Flugdeck war circa 174 Meter lang und 22,3 Meter breit und hatte zwei Decksaufzüge sowie ein Katapult. Die Insel musste aus Stabilitätsgründen klein gehalten werden, weshalb auf einen einzelnen, integrierten Schornstein verzichtet und stattdessen vier kleinere separat angebracht wurden. So beherbergte dieser markante Aufbau lediglich die Kommandobrücke, während sich die Operationszentrale unterhalb des Flugdecks befand.
Im Laufe des Krieges wurden die Langwellen-Radare SK und SC-2 sowie das SG-Mikrowellen-Radar auf dem Schiff installiert. Montiert auf der Insel und auf einem zusätzlichen Mast zwischen zwei der Schornsteine, ermöglichten diese Geräte Frühwarnungen auf bis zu 180 km Entfernung. Ab 1967 wurde ein SPS-6-radar genutzt.
Die Defensivbewaffnung der Cabot bestand aus 40-mm-L/60- und 20-mm-L/70-Flugabwehrgeschützen, deren Anzahl während des Krieges ständig variierte. Im Jahr 1944 wurden die an Rumpf und Heck installierte 40-mm-Vierlingsflak mit der Feuerleitanlage Mk 51 nachgerüstet, die anfliegende Flugzeuge bis auf über 3,5 km Entfernung anvisieren und somit effektiver bekämpfen konnte. Ab 1967 waren nur noch 26 40-mm-Bofors-Geschütze an Bord.
Das Bordgeschwader bestand während ihrer aktiven Dienstzeit im Zweiten Weltkrieg hauptsächlich aus 24 F6F Hellcat-Jagdflugzeugen und aus neun Torpedobombern vom Typ Grumman Avenger.
Von 1967 bis 1989 waren bis zu 33 Hubschrauber und AV-8S Matadors auf dem Schiff stationiert. Es waren ab 1976 bis zu acht AV-8S Matadors, bis zu acht SH-3D Sea King und bis zu vier AB 212ASW Twin Huey an Bord. Auch Hubschrauber vom Typ Sikorsky S-55, AH-1 Cobra und weitere Typen waren zeitweise auf dem Schiff.

## Dienstzeit

### Bau und Indienststellung

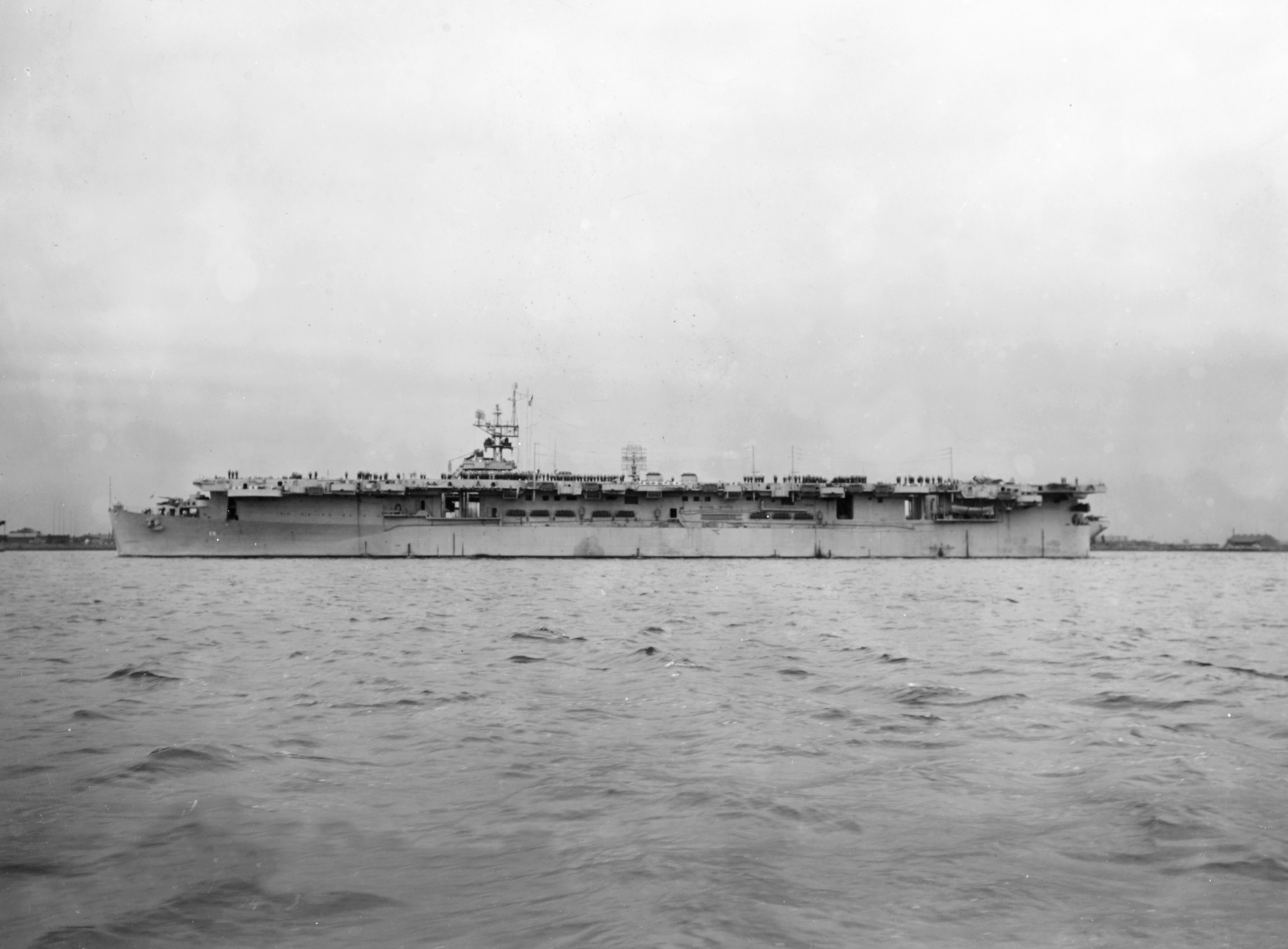
USS Cabot 1943

Ursprünglich wurde das Schiff als Leichter Kreuzer Wilmington (Kennung: CL-79), am 2. Juni 1942 bei der New York Shipbuilding Co. in Camden, US-Bundesstaat New Jersey, auf Kiel gelegt. Nach dem japanischen Überfall auf Pearl Harbor und dem dadurch folgenden Eintritt der Vereinigten Staaten in den Zweiten Weltkrieg bestand ein Mangel an Flugzeugträgern in der US-Marine. Dadurch wurde ein schon vor dem Krieg ausgearbeiteter Plan in die Tat umgesetzt, nach dem vorhandene Kreuzerrümpfe zu Flugzeugträgern umgebaut werden sollten. Am 1. August 1943 wurde das Schiff als Cabot (Kennung: CVL-28) getauft und vom Stapel gelassen werden. Am 17. November 1943 wurde die Cabot als siebter Träger der Independence-Klasse in den aktiven Dienst gestellt.

### Kriegseinsatz

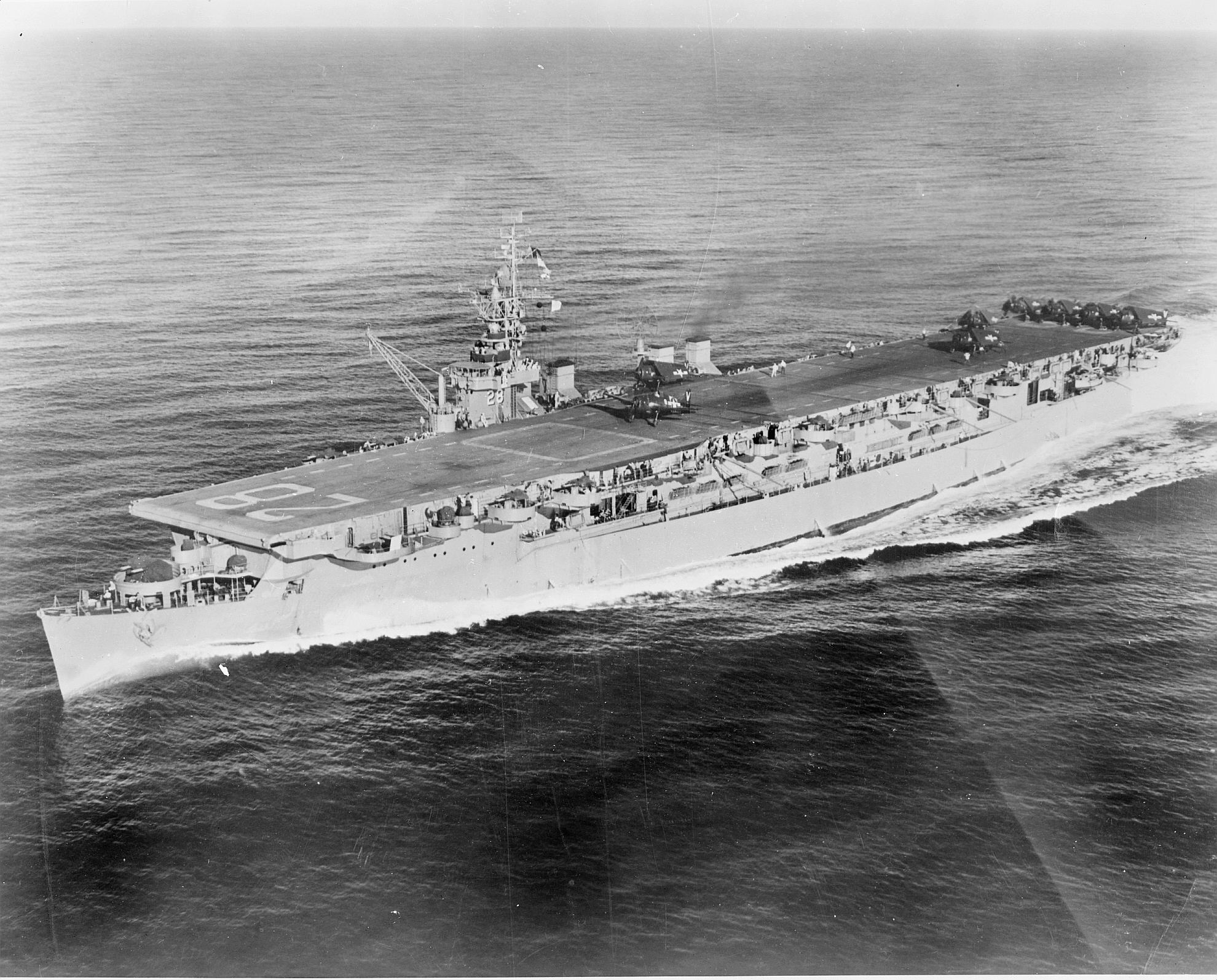
USS Cabot 1948–1951

Die USS Cabot fuhr von der Naval Air Station Quonset Point, Rhode Island, am 8. November 1943 nach Pearl Harbor. Am 15. Januar 1944 wurde sie im Majuro-Atoll Teil der Fast Carrier Task Force. Während der Schlacht um die Marshallinseln flogen die Flugzeuge des Trägers vom 4. Februar bis zum 5. März Angriffe auf die Marshallinseln Roi und Namur. Auch das Truk-Atoll wurde angegriffen. Ende März wurden Angriffe auf die Inseln und Atolle Palau, Yap, Ulithi und Woleai durchgeführt. Vom 22. bis 25. April führten Flugzeuge des Trägers Luftangriffen auf japanische Truppen in Hollandia in Niederländisch-Neuguinea durch, um dortige Landungsunternehmen zu unterstützen. Ab dem 29. April wurden Luftangriffe auf das Truk-Atoll, Satawan und Ponape durchgeführt. Am 6. Juni wurden Vorbereitungsangriffe für die Schlacht um die Marianen-Inseln unternommen. Vom 19. Juni bis 22. Juni war das Schiff an der Schlacht in der Philippinensee beteiligt. Sie fand bei den Marianeninseln statt und war die größte Trägerschlacht der Geschichte. Bis zum 9. August folgten Angriffe auf Iwojima, Pagan, Rota, Guam, Yap und Ulithi. Im September war der Träger bei Luftangriffen zur Rückeroberung von Palau und der Rückeroberung der Philippinen dabei. Auf den Philippinen wurden die Inselgruppen Mindanao, Visayas und Luzon angegriffen. Bis Mitte Oktober war der Träger bei Attacken gegen Okinawa und Taiwan dabei.
Am 25. und 26. Oktober war das Schiff bei der See- und Luftschlacht im Golf von Leyte im Einsatz. Am 25. November kam es zu Kamikaze-Angriffen auf die USS Cabot. Die Besatzung hatte mehrere Kamikazes abgewehrt, als zwei getroffene Kamikazes auf das Flugdeck knallten. Dabei stürzte ein bereits brennendes Feindflugzeug auf die Hafenseite des Flugdecks und zerschmetterte die dortige noch feuernde 20-mm-Geschützplattform und eine 40-mm-Geschützplattform. Das andere Feindflugzeug deckte bei der Explosion das Flugdeck mit Schrapnells und brennenden Trümmern ein. 62 Besatzungsmitglieder wurden getötet oder verwundet. Das Schiff musste im Ulithi-Atoll repariert werden. Ab dem 11. Dezember war das Schiff wieder im Kampfeinsatz. Mit anderen Schiffen der Fast Carrier Task Force wurden Angriffe auf Luzon, Formosa, Indochina, Hongkong und Nansei Shoto geflogen. Vom 10. Februar bis 1. März 1945 wurden Angriffe auf japanische Festland und die Ogasawara-Inseln durchgeführt. Im März war der Träger zur Unterstützung bei der Schlacht um Okinawa im Einsatz. Dabei wurde Einsätze gegen Kyūshū und Okinawa geflogen. Im Juni fuhr das Schiff zur Überholung nach San Francisco.

### Nachkriegseinsatz US-Navy

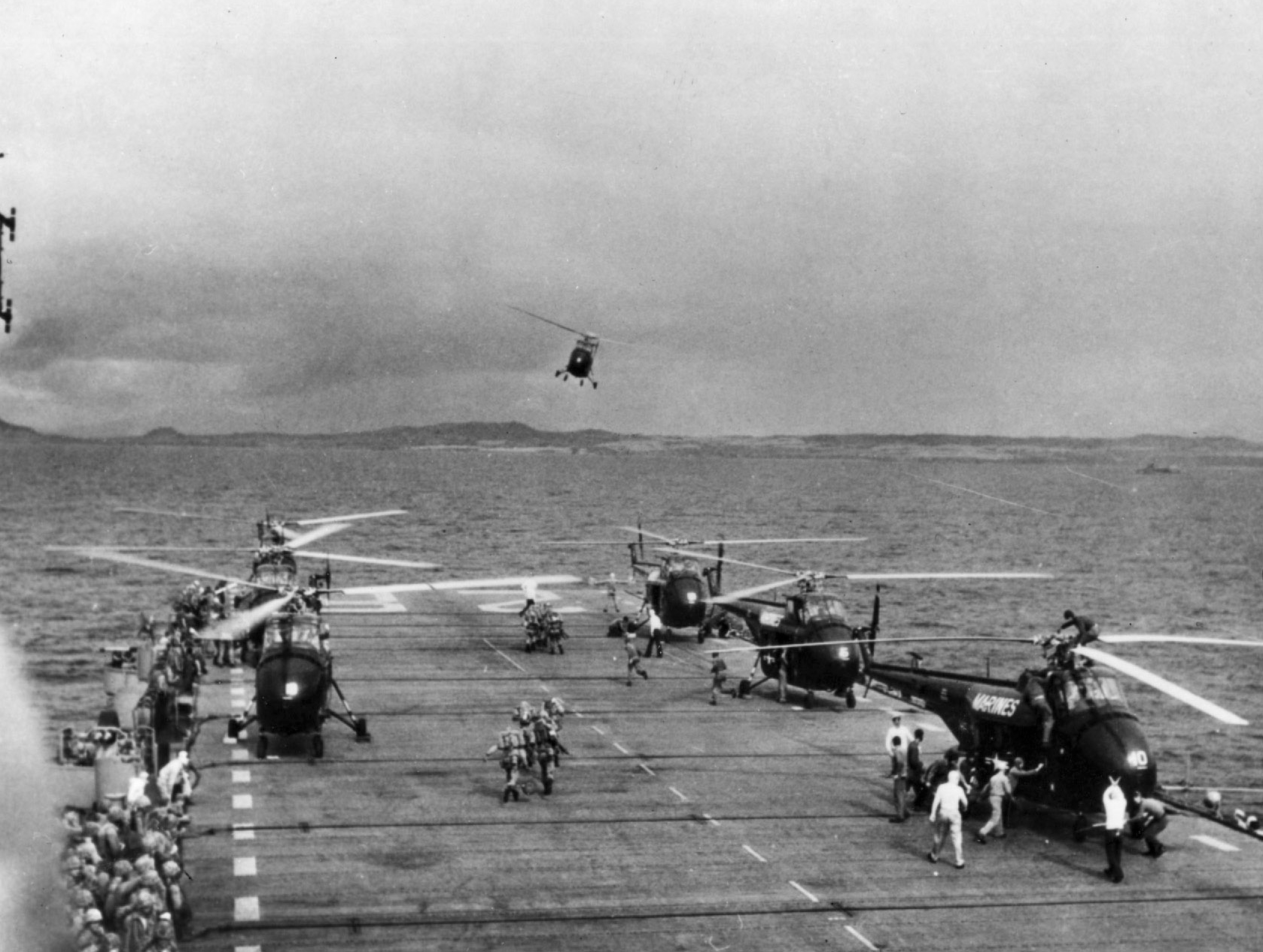
Sikorsky S-55 1952 an Bord

Die USS Cabot wurde am 11. Februar 1947 der Reserveflotte der US-Navy zu geführt. Am 27. Oktober 1948 erfolgte die erneute in Dienststellung. Der Träger wurde nun für das Naval Air Reserve Training Programm für Piloten genutzt. Am 21. Januar 1955 erfolgte die erneute Überstellung zur Reserveflotte. 1967 erfolgte der Verleih an Spanien. 1972 verkaufte man das Schiff an Spanien. Nun wurde das Schiff aus dem Naval Vessel Register gestrichen.

### Einsatz als spanischer FlugzeugträgerDédalo

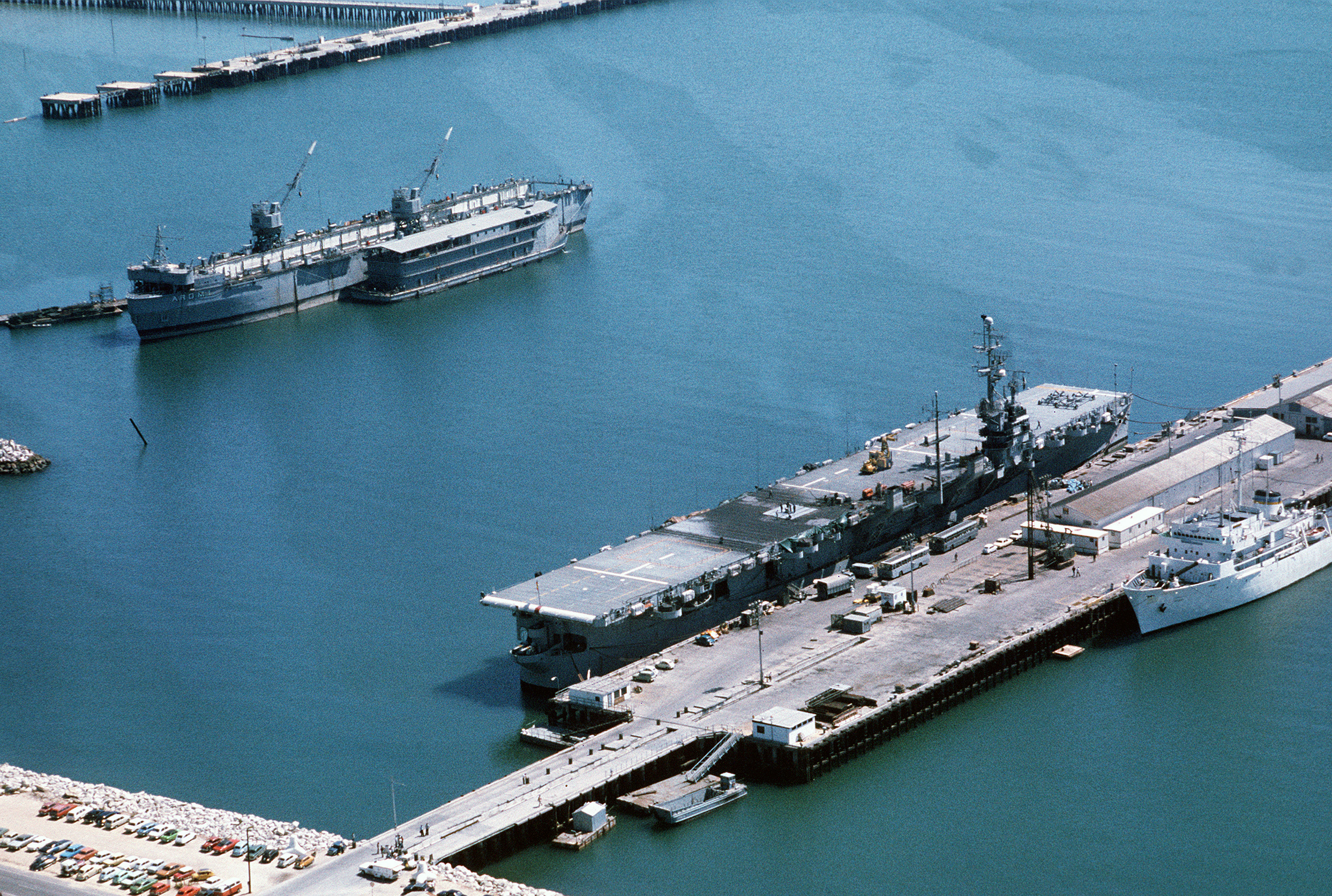
Dédalo 1976

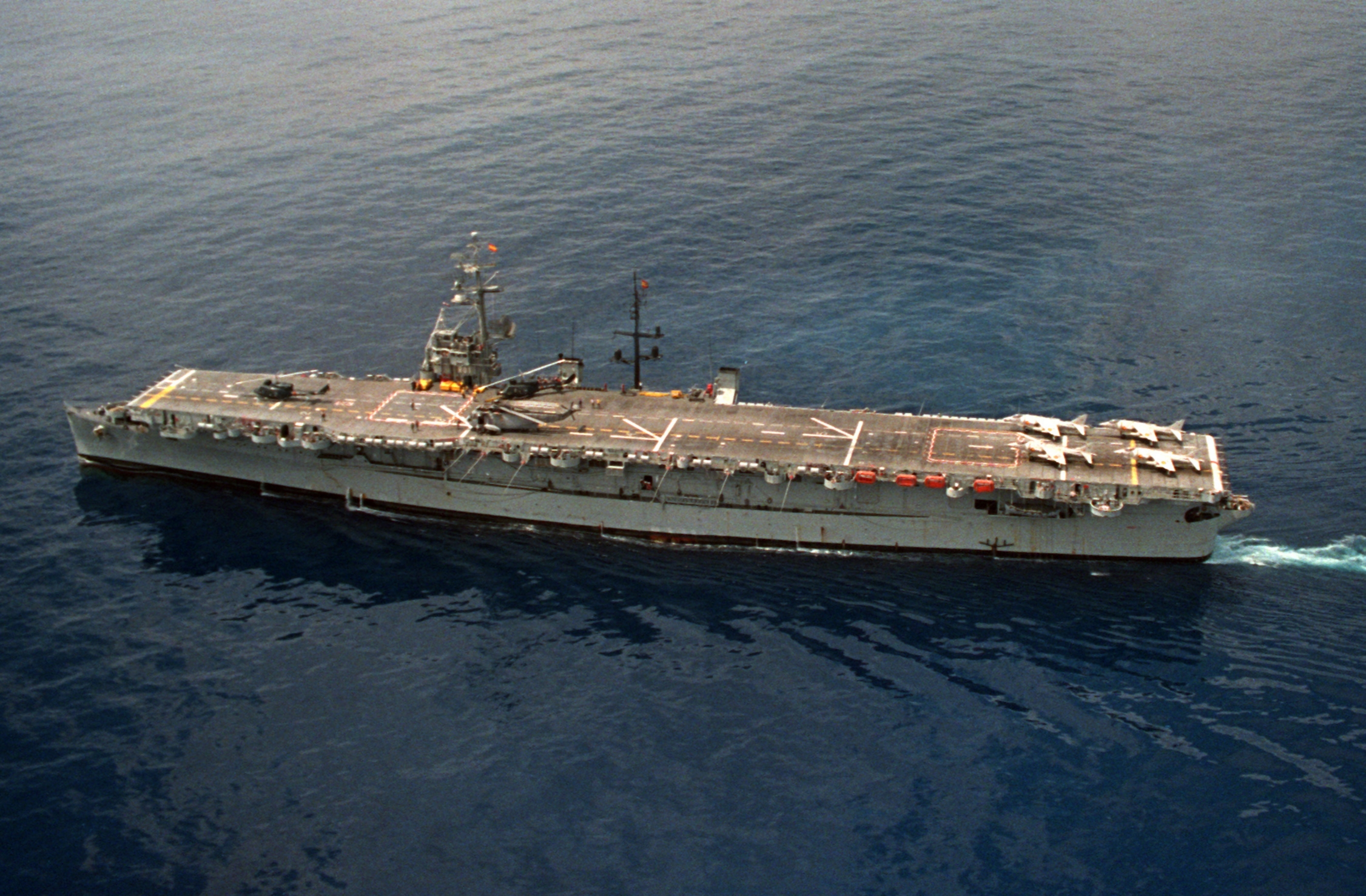
Dédalo 1988

Die spanische Kriegsmarine Armada Española stellte das Schiff am 30. August 1967 als Dédalo (R01) in Dienst. Bis 1976 wurde die Dédalo als Hubschrauberträger für die U-Jagd gegen U-Boote genutzt. 1972 kaufte Spanien die Dédalo. 1976 wurde die Dédalo umgebaut. Sie wurde nun für Senkrechtstart und -landung durch AV-8S Matadors genutzt. Beim Umbau wurde eine Metallummantelung auf dem Holzdeck auf dem hinteren Bereich des Flugdecks angebracht, um Beschädigungen durch die Starts und Landungen der AV-8S Matadors zu verhindern.
Während des Einsatzes durch die Armada Española war die Dédalo 1.650 Tage auf See. Sie legte 300.000 Seemeilen (560.000 km) zurück. Es wurden 30.000 Starts und Landungen auf ihr gemacht. Eine AV-8S Matador und drei AB 212ASW Twin Hueys wurden durch Unfälle zerstört.
1989 ersetzte die Armada Española die Dédalo durch die Principe de Asturias. Die Dédalo wurde dem US-Verein Cabot-Dedalo Museum Foundation übergeben, um aus dem Schiff ein Museumsschiff zu machen.

## Versuche, die USS Cabot als Museumsschiff zu erhalten

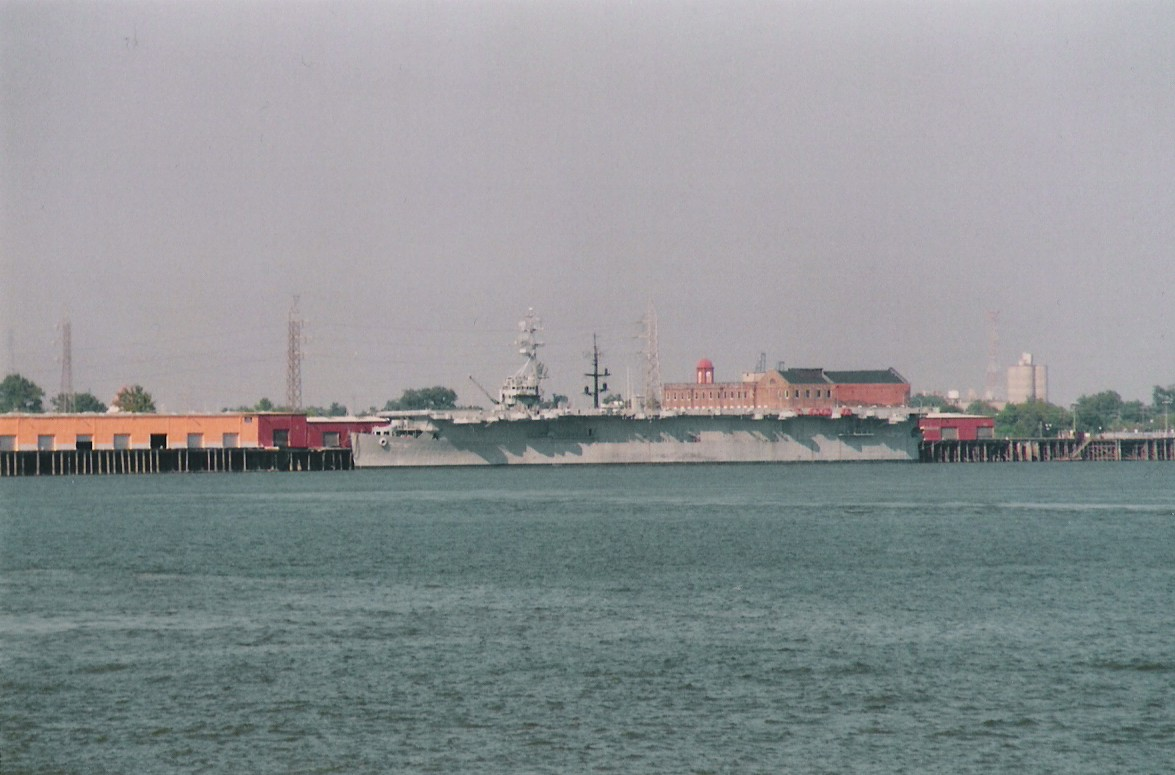
Schiff 1996 in New Orleans

Das Schiff wurde 1990 von der Cabot-Dedalo Museum Foundation nach New Orleans gebracht. Das Schiff erhielt am 21. Juni 1990 die Eintragung als National Register of Historic Places und am 29. Juni 1990 die Eintragung als National Historic Landmark. 1997 wurde es nach Brownsville in Texas geschleppt. Als der private Verein Kredite nicht bezahlen konnte, wurde das Schiff am 10. September 1999 vom United States Marshals Service bei einer Auktion an die Firma Sabe Marine Salvage aus Rockport in Texas verkauft. Die Eintragung als National Register of Historic Places und als National Historic Landmark wurde am 7. August 2001 zurückgezogen. 2002 wurde das Schiff verschrottet.
Die Insel der Cabot bzw. Dédalo befand sich im privaten Texas Air Museum in Rio Hondo. Das Museum wurde später geschlossen und die Insel des Schiffs zerstört. Für das National Museum of Naval Aviation in Pensacola wurde nach einem Originalplan ein Nachbau der Insel und eines Teils des Flugdecks erstellt. Im USS Lexington Aircraft Museum in Corpus Christi befinden sich viele Teile des Schiffes wie der Anker und Geschütze. Es werden dort in einem Raum auch Bilder, Gegenstände und Informationen zum Schiff gezeigt.

## Schiff gleichen Namens
Das Schiff war das zweite Schiff der US-Navy mit dem Namen Cabot im Einsatz. Die erste Cabot war eine Brigg der Continental Navy, des Vorläufers der US-Navy. Die Brigg wurde im November 1775 gekauft und dann eingesetzt. Im März 1777 kam es zum Kampf mit der Milford der Royal Navy bei Nova Scotia. Die Cabot wurde von der Besatzung auf Grund gesetzt und verlassen. Die Royal Navy erbeutete die Cabot als erstes Schiff der Continental Navy und übernahm sie in ihren Dienst. Der Flugzeugträger Lexington trug während des Baus bis 16. Juni 1942 den Namen Cabot.

## US-Auszeichnungen
Das Schiff erhielt die folgenden Auszeichnungen:
- Presidential Unit Citation
- Asiatic-Pacific Campaign Medal mit neun Service Stars
- World War II Victory Medal
- Navy Occupation Medal für „Asien“ und „Europa“
- National Defense Service Medal

## Weiterführende Informationen